# Christoph Demke
Christoph Demke (* 3. Mai 1935 in Bunzlau, Niederschlesien; † 20. Juli 2021 in Lehnin) war ein evangelischer Theologe und von 1983 bis 1997 Bischof der Evangelischen Kirche der Kirchenprovinz Sachsen.

## Leben
Der Pfarrerssohn Demke floh mit seiner Familie 1945 nach Hohenmölsen (Landkreis Weißenfels). Nach dem Besuch des Gymnasiums von 1945 bis 1951 an der Heimoberschule Schulpforta bei Naumburg (Saale) erwarb er 1952 in Görlitz das Abitur und studierte dann von 1953 bis 1958 Evangelische Theologie an der Humboldt-Universität zu Berlin und wurde dort 1962 promoviert. Von 1958 bis 1963 arbeitete Demke als Repetent am Evangelischen Sprachenkonvikt Berlin und gleichzeitig als Vikar in Sachsenhausen (bei Oranienburg). Nach seiner Ordination 1964 wurde er Dozent für Neues Testament, ab 1970 auch Rektor des Sprachenkonvikts Berlin (bis 1977).
Seit 1975 war Demke zunächst nebenamtlicher, von 1977 bis 1981 hauptamtlicher Sekretär der Theologischen Kommission des Bundes der Evangelischen Kirchen in der DDR (BEK). Gleichzeitig war er ab 1977 stellvertretender Leiter und von 1981 bis 1983, als Nachfolger von Manfred Stolpe, Leiter des Sekretariats des BEK, in dem er bis zu seinem Amtsantritt als Bischof in Magdeburg 1983 arbeitete. In Vorbereitung des Lutherjahres 1983 war er seit 1980 Sekretär des kirchlichen Lutherkomitees. Von 1983 bis 1997 stand Christoph Demke als Nachfolger von Werner Krusche an der Spitze der Evangelischen Kirche der Kirchenprovinz Sachsen. Von 1986 bis 1990 war Demke zunächst stellvertretender, 1990/91 dann, als Nachfolger von Werner Leich, Vorsitzender der Konferenz der Evangelischen Kirchenleitungen in der DDR.
Im September 1989 sprach er sich offen für gesellschaftliche Veränderungen in der DDR aus und gehörte in der Zeit der Wende und friedlichen Revolution in der DDR zu den Erst-Unterzeichnern des Aufrufs „Für unser Land“. Seit 1990 trat er für eine »vorsichtige« Aufarbeitung der DDR-Geschichte ein.
Nach seinem Bischofsamt lebte Christoph Demke ab 1997 mit seiner Frau in Berlin. Von 1998 bis 2006 war er Bundesvorsitzender der Evangelischen Arbeitsgemeinschaft für Kriegsdienstverweigerung und Frieden (EAK). Demke setzte sich darüber hinaus auch für friedenserhaltende Maßnahmen wie Rüstungsbegrenzungen und Sicherheitspartnerschaften ein.
Demke befasste sich mit Aufsätzen, Veröffentlichungen und Vorträgen zu aktuellen Fragen über Kirche und Gesellschaft, insbesondere zu Problemen des deutschen Einigungsprozesses. Er ermutigte die Christen der ostdeutschen Kirchen, sich in die Debatte um die Vereinigung einzumischen. Er war beteiligt an den Loccumer Gesprächen, die zum Zusammenschluss der evangelischen Landeskirchen in Ost- und Westdeutschland zur Evangelischen Kirche in Deutschland (EKD) führten.
Demke starb am 20. Juli 2021 im Hospiz des Luise-Henrietten-Stifts im Gelände des ehemaligen Zisterzienser-Klosters Lehnin (Gemeinde Kloster Lehnin, Ortsteil Lehnin).

## Werke (Auswahl)
- Fragen der „modernen“ Theologie. Evangelische Verlagsanstalt, Berlin 1973.
- Die Einzigartigkeit Jesu: theologische Informationen für Nichttheologen. Neukirchener Verlag, Neukirchen-Vluyn 1980, ISBN 3-7887-0641-4.
- (Hrsg.): Thomas Müntzer: Anfragen an Theologie und Kirche. Evangelische Verlagsanstalt, Berlin 1977.
- Christoph Demke, Manfred Falkenau, Helmut Zeddies (Hrsg.): Zwischen Anpassung und Verweigerung: Dokumente aus der Arbeit des Bundes der Evangelischen  Kirchen in der DDR. Evangelische Verlagsanstalt, Leipzig 1994, ISBN 3-374-01549-2.